# 木門道武侯祠
木門道武侯祠是位於中國甘肅省天水市秦州区西南牡丹鄉（現牡丹鎮）木门村的一座武侯祠。曹魏太和五年，蜀漢建興九年（公元231年），諸葛亮複出祁山，在此設計大敗魏軍，射殺大將張郃。
當地政府在1996年出土的石碑上記載，木門道武侯祠始建於明洪武年間，在清順治十一年（1654年）六月的地震中被毀壞。1996年，當地村民開始籌建武侯祠，但因資金不足而未能完工，2002年，在天水市文化局的配合下恢復並完成了建設工作。木門道武侯祠中，有古典文学研究家霍松林手書的「木門道」石碑、武将廊（蜀漢武将十名）、文臣廊（蜀漢文臣十名）、祭祀諸葛亮和諸葛瞻、諸葛尚的静遠堂、祭祀劉備、關羽、張飛的昭烈殿等。
木門道武侯祠附近有張郃坪、張郃墓，以及蜀兵布伏的伏兵灣、屯兵拴馬的拴馬灣等。